# カンポバッソ
カンポバッソ（イタリア語: Campobasso ( 音声ファイル)）は、イタリア共和国モリーゼ州南部にある都市で、その周辺地域を含む人口約4万9000人の基礎自治体（コムーネ）。モリーゼ州の州都であり、カンポバッソ県の県都である。

## 地理

### 位置・広がり
カンポバッソ県南西部のコムーネである。カンポバッソの市街は、イゼルニアから東へ約36km、ベネヴェントから北へ約49km、ナポリから北東へ約86km、ペスカーラから南南東へ約107km、首都ローマから東南東へ約187kmの距離にある。

#### 隣接コムーネ
隣接するコムーネは以下の通り。
- ブッソ
- カンポディピエトラ
- カストロピニャーノ
- フェッラッツァーノ
- マトリーチェ
- ミラベッロ・サンニーティコ
- オラティーノ
- リパリモザーニ
- サン・ジョヴァンニ・イン・ガルド
- ヴィンキアトゥーロ

### 気候
ケッペンの気候区分では西岸海洋性気候（Cfb）に属する。

## 行政

### 分離集落
カンポバッソには、以下の分離集落（フラツィオーネ）がある。
- Calvario, Camposarcone, Casello Ferroviario, Casino Barone, Cerreto, Colle Arso, Colle dell'Orso, Colle delle Api, Colle Longo, Colle Serano, Coste di Oratino, Feudo Primo, Feudo Secondo, Fossato Cupo, Lupara, Mascione, Ospedale, Pesco farese, Polese, San Giovanni dei gelsi, San Giovanni in Golfo primo, San Giovanni in Golfo secondo, San Nicola delle Fratte, San Vito Inferiore, San Vito Superiore, Santa Maria De Foras, Santo Stefano, Tappino

## 人物

### 著名な出身者
- ディノ・ブラボー - カナダを中心に活動したプロレスラー。
- パスクアーレ・グラビーナ - バスケットボール選手。

## 姉妹都市
- オタワ、カナダ - カンポバッソは「カエデの葉の街」とも言われている[4]。
- ウラジーミル、ロシア
- バニャ・ルカ、ボスニア・ヘルツェゴビナ
- ヴァストジラルディ、イタリア